# Puy de Dôme
Puy de Dôme er en udslukt fransk vulkan i Région Auvergne-Rhône-Alpes i Département Puy-de-Dôme. Auvergne-Rhône-Alpes højland er en del af Massif Central og dækker et stort område i Midt- og Sydfrankrig.
Til Massif Central hører regionerne Auvergne-Rhône-Alpes og Limousin og delvis regionerne Languedoc-Roussillon, Midi-Pyrénées. Massif Central er resultatet af vulkansk aktivitet, der er ophørt for ca. 10.000 år siden. Massif Central er adskilt fra Alperne af Rhône-dalen. Bjergkæder i Massif Central er Les Cévennes (syd), Mont-Dore (vest), Monts du Forez (øst).
Puy de Dôme er 1.464 meter høj og rejser sig markant fra den omkringliggende højslette. Vulkanen havde sit sidste udbrud ca. 8.000 år f.Kr. Mærkeligt nok ligger vulkanerne i området langt fra tektoniske brudflader. Toppen af Puy de Dôme nås i bil uden for højsæsonen og med bus i højsæsonen. Busserne afgår fra parkeringspladsen ved vulkanens fod. På toppen findes et observatorium og ruinerne af et gammelt, romersk tempel, bygget til ære for guden Merkur.
Andre vulkaner i vulkan-bjergkæden Puys: Puy de Sancy (1.866 meter), Plomb du Cantal (1.865 meter) og Puy Mary (1.787 meter). Der er tre skisportssteder i området omkring Puy de Sancy: Le Mont-Dore, Super Besse og mod syd Le Lioran.

## Turisme
Puy de Dôme er en af Auvergne-Rhône-Alpes største attraktioner med ca. 500.000 besøgende om året. Derfor anlægges en række gangstier ved toppen for at skåne områdets vegetation og dyreliv. I 2012 åbnede tandhjulsbanen Panoramique des Dômes, der over en strækning på 5,1km, i en mindre spiralformet rute, bringer en helt til toppen. På toppen er der en fantastisk udsigt, bl.a kan man i godt vejr skelne Alperne 200 km væk.

## Galleri
- Tandhjulsbanen til Puy de Dôme
- Paraglider over Puy de Dôme

## Sport

### Tour de France
| År   | Dato     | Etape | Vinder                    | Startby                 | Bemærkninger |
| ---- | -------- | ----- | ------------------------- | ----------------------- | --- |
| 1952 | 17. juli | 21    | Fausto Coppi (ITA)        | Limoges                 | |
| 1959 | 10. juli | 15    | Federico Bahamontes (ESP) | Clermont-Ferrand        | |
| 1964 | 12. juli | 20    | Julio Jiménez (ESP)       | Brive-la-Gaillarde      | En af de mest mindeværdige etaper i TdF, hvor Jacques Anquetil og Raymond Poulidor udkæmper en af deres største dueller |
| 1969 | 18. juli | 20    | Pierre Matignon (FRA)     | Brive-la-Gaillarde      | |
| 1971 | 5. juli  | 8     | Luis Ocaña (ESP)          | Nevers                  | Eddy Merckx udgår efter at være styrtet et par dage tidligere                                                           |
| 1973 | 20. juli | 18    | Luis Ocaña (ESP)          | Brive-la-Gaillarde      | |
| 1975 | 11. juli | 14    | Lucien Van Impe (BEL)     | Aurillac                | |
| 1976 | 16. juli | 20    | Joop Zoetemelk (NED)      | Tulle                   | |
| 1978 | 14. juli | 14    | Joop Zoetemelk (NED)      | Besse-en-Chandesse      | Enkeltstart |
| 1983 | 16. juli | 15    | Ángel Arroyo (ESP)        | Clermont-Ferrand        | Enkeltstart |
| 1988 | 21. juli | 19    | Johnny Weltz (DEN)        | Limoges                 | |
| 2023 | 9. juli  | 9     | Michael Woods (CAN)       | Saint-Léonard-de-Noblat | Jonas Vingegaard havde løbets gule førertrøje ved starten.                                                              |

På grund af tandhjulsbanen er det ikke længere muligt at føre Tour de France feltet helt til toppen. Dog er Puy de Dôme indlagt som kontrolpunkt (2017) i det Paneuropæiske udholdenheds-cykelløb Transcontinental Race. Christian Prudhomme, direktøren for ASO og Tour de France, vil dog ikke udelukke at det på sigt kan lade sig gøre at få en ny Tour-afslutning på Puy de Dôme.

### Motorsport
Ved foden af Puy de Dôme er der anlagt en racerbane, der indgår i de franske motorsportsmesterskaber.